# Lys (département)
Pour les articles homonymes, voir Lys (homonymie).
1795–1814
Entités précédentes :
- Pays-Bas autrichiens :
- (Comté de Flandre)

Entités suivantes :
- Royaume des Pays-Bas :
- (Province de Flandre-Occidentale)

La Lys est un ancien département français dont le chef-lieu était Bruges. Il tirait son nom de la rivière Lys.

## Histoire
Le département est créé le 1er octobre 1795 sur des territoires des Pays-Bas autrichiens conquis par la France.
Il est officiellement supprimé par le traité de Paris en mai 1814.
Le territoire de l'ancien département de la Lys est situé en Belgique et correspond au territoire de la province de Flandre-Occidentale (West-Vlaanderen), dans la Région flamande.

## Organisation du département
La Lys était découpée en quatre arrondissements :
- l'arrondissement de Bruges, composé de treize cantons :
  - Ardoye, Bruges (six cantons), Ghistelles, Ostende, Ruysselède, Thielt, Thourout (deux cantons).
- l'arrondissement de Courtrai, composé de onze cantons :
  - Avelghem, Courtrai (quatre cantons), Haerlebecke, Ingelmunster, Meulebecke, Moorzeele, Oostroosebecke, Roulers.
- l'arrondissement de Furnes, composé de quatre cantons :
  - Dixmude, Furnes, Haeringhe, Nieuport.
- l'arrondissement d'Ypres, composé de huit cantons :
  - Elverdinghe, Hooglède, Messines, Passehendaele, Poperinghe, Wervick, Ypres (deux cantons).

Le département se voit attribuer le numéro 91 dans la liste des départements français de 1811.

## Liste des préfets

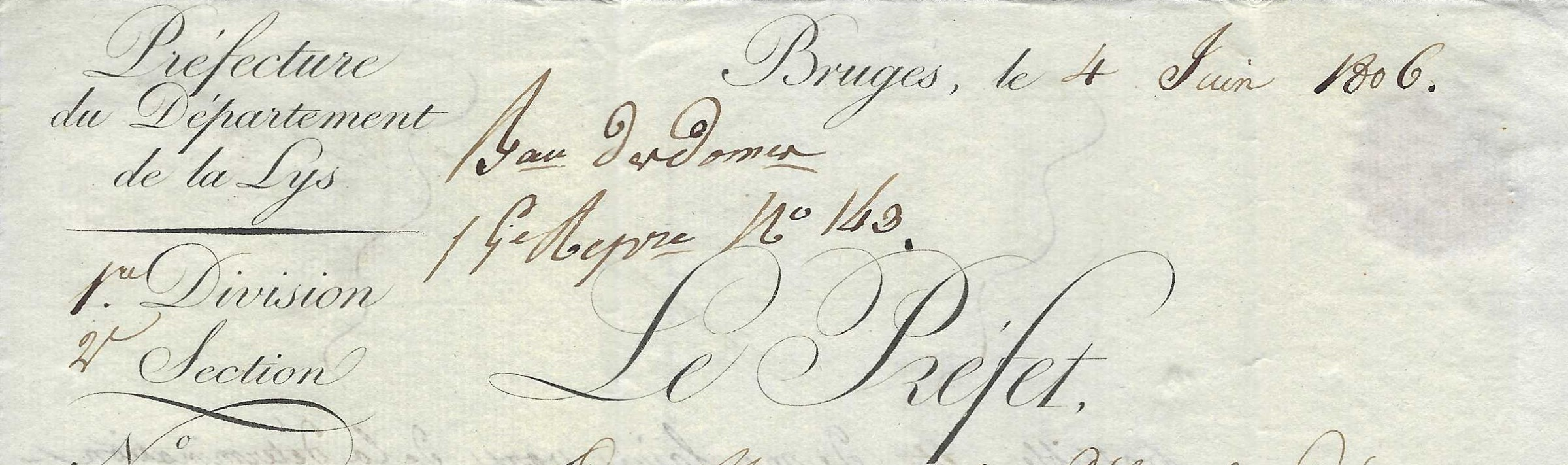
En-tête de lettre du 4 Juin 1806 signée du préfet du département de la Lys De Chauvelin

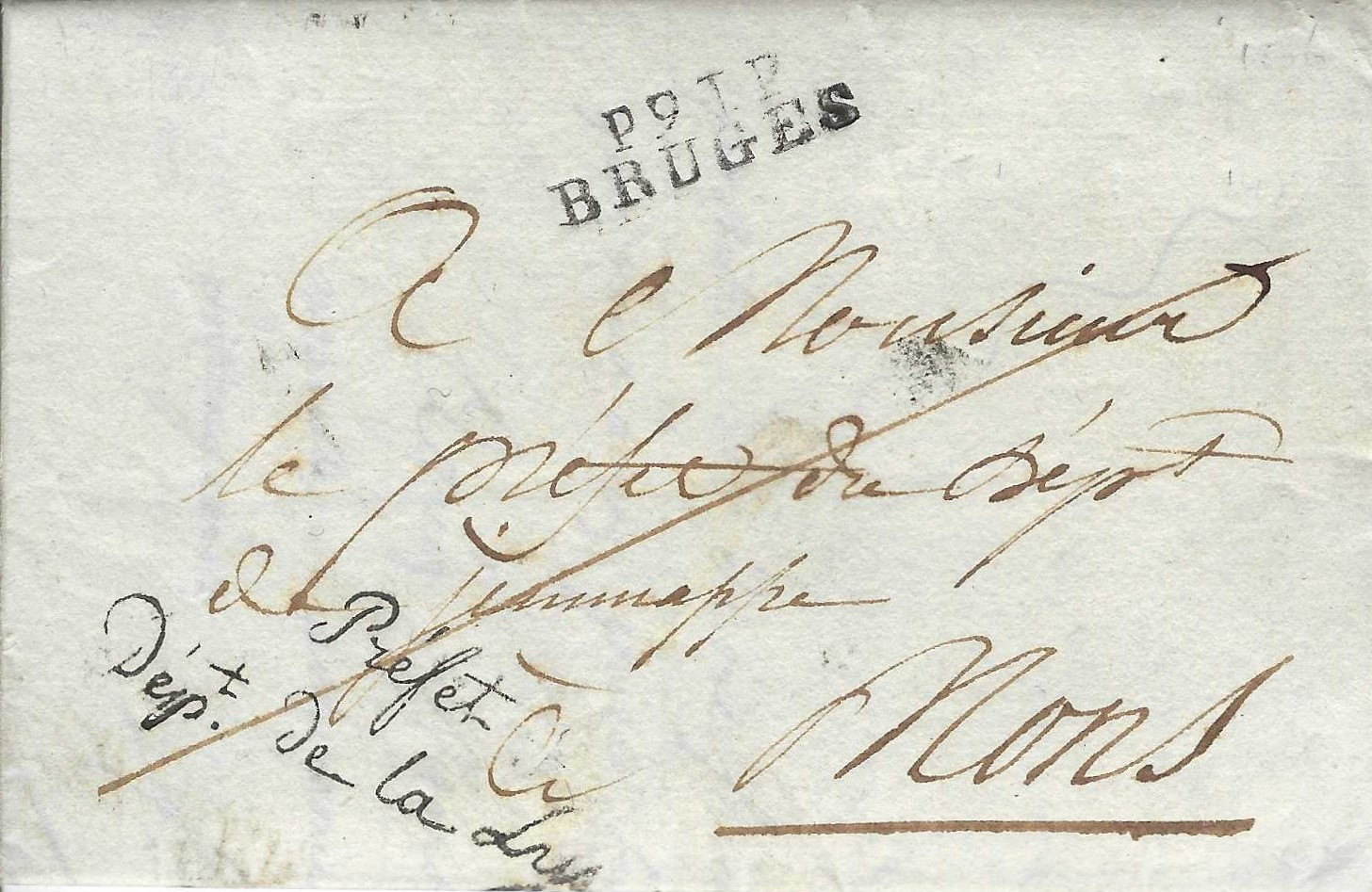
Lettre du 4 Juin 1806 avec cachet de franchise du préfet du département de la Lys De Chauvelin

| Période          | Période | Identité                                           | Fonction précédente | Observation |
| ---------------- | ------- | -------------------------------------------------- | --- | --- |
| 2 mars 1800      | 1803    | Joseph Marie François Justin de Viry               | Ministre plénipotentiaire auprès des États généraux des Provinces-Unies Ambassadeur du royaume de Piémont-Sardaigne à Madrid Maire de Viry (Haute-Savoie) | Membre de Sénat conservateur Chambellan de l’Empereur                                                            |
| 8 février 1803   | 1810    | François Bernard de Chauvelin                      | Ambassadeur à Londres Membre du Tribunat | Conseiller d'État (1811) Intendant général de la Catalogne Député (1817) puis conseiller général de la Côte-d'Or |
| 30 novembre 1810 | 1811    | Pierre Amédée Vincent Joseph Marie Arborio-Biamino | Préfet de la Stura | Décès en fonction                                                                                                |
| 25 août 1811     | 1814    | Jean-François Soult (nl)                           | Consul de France à Charleston | Frère du maréchal Soult                                                                                          |